# ロリンズ・バンド
ロリンズ・バンド（英: Rollins Band）は、アメリカのロックバンド。

## 概要
1988年のブラック・フラッグ解散後、ボーカリストであるヘンリー・ロリンズがアメリカで結成。1992年にメジャー・デビュー。ヘンリー・ロリンズのソロ・プロジェクトとして始め、極限までに鍛えた肉体を武器に重量感あるヘンリーのパフォーマンスが話題となった。
2001年に活動停止、2006年に一時再結成。
2011年、ロリンズが音楽からの引退を表明し、ロリンズ・バンドも終焉を迎えた。

## 逸話
- ヘンリー・ロリンズは、エッセイストから詩人、講演、俳優、MTVなどの番組の司会者、はたまた出版社の社長など、多彩の経歴で知られている。自身の出版社からは、レッド・ツェッペリンの写真集やニック・ケイヴの小説、湾岸戦争に関する書籍などを出版していた。

- ブラック・フラッグ解散後からロリンズ・バンド結成までの期間は、大学等でのトークライブで人気を博していた。その模様は、膨大なタイトル数のCD、カセットとして販売されている。

- 不摂生なイメージが強いロック・ミュージシャンの中で、体調管理には最善の注意を払っている。早寝早起き、禁酒・禁煙、さらに毎日3時間の筋トレを欠かさない[2]。

## ディスコグラフィ

### スタジオ・アルバム
- Life Time (1987年、Texas Hotel)
- Hard Volume (1989年、Texas Hotel)
- 『エンド・オブ・サイレンス』 - The End of Silence (1992年、Imago)
- 『ウェイト』 - Weight (1994年、Imago)
- 『カム・イン・アンド・バーン』 - Come In and Burn (1997年、DreamWorks)
- 『ゲット・サム・ゴー・アゲイン』 - Get Some Go Again (2000年、DreamWorks)
- 『ナイス』 - Nice (2001年、Sanctuary/SPV)

### ライブ・アルバム
- Do It (1988年) ※スタジオ・アウトテイク&ライブ
- Turned On (1990年、Quarterstick)
- 『感電!! ロリンズ道～ロリンズ・バンド・ライヴ』 - Electro Convulsive Therapy (1993年)
- Insert Band Here: Live in Australia, 1990 (1999年)
- A Clockwork Orange Stage (2001年)
- The Only Way to Know for Sure: Live in Chicago (2002年)

### EP
- Live in Deventer, Holland, October 1987 (1988年)
- I Know You b/w Earache My Eye (1990年)
- Hammer of the Rök Gödz (1992年)

### アウトテイク&デモ・アルバム
- A Nicer Shade of Red (2001年)
- End of Silence Demos (2002年)
- Yellow Blues (2003年)
- Weighting (2004年)
- Come In and Burn Sessions (2004年)
- Get Some Go Again Sessions (2005年)